# Cv Jaceguai (V-31)
A Cv Jaceguai (V-31) é uma corveta da Classe Inhaúma, da Marinha do Brasil.
Segunda embarcação de sua Classe a ser construída no Arsenal de Marinha do Rio de Janeiro (AMRJ), foi originalmente batizada como Almirante Jaceguai, em homenagem ao Almirante Artur Silveira da Mota, o Barão de Jaceguai, herói da Guerra da Tríplice Aliança, a quem foi posteriormente atribuído o comando da Esquadra de Evoluções.
Autorizada em Novembro de 1981, o contrato para a sua construção foi assinado em 15 de Fevereiro de 1982. A sua quilha foi batida a 15 de Outubro de 1984, em cerimônia presidida pelo então Ministro da Marinha, Almirante-de-Esquadra Alfredo Karam. Foi finalmente lançada e batizada a 8 de Junho de 1987, em cerimônia presidida pelo então Ministro da Marinha, Almirante-de-Esquadra Henrique Sabóia, tendo como madrinha a Sra. Ruth Lair Rist Rademaker. Tendo realizado as provas de mar, foi submetida a Mostra de Armamento e incorporada a 2 de Abril de 1991.
Em 18 de Outubro de 2019, a Corveta Jaceguai deu baixa do serviço ativo da Marinha do Brasil com uma bela cerimônia de assinatura do termo de desarmamento na Base Naval do Rio de Janeiro.

## Operações
Carinhosamente apelidada de "Gato Preto" pelos seus tripulantes, participou de diversas comissões entre as quais a:
- FRATERNO XIV,
- LAD/1999,
- VENBRAS 2000,
- TROPICALEX/APRESTEX 2000,
- ADEREX-I/2000 e ADEREX-II/2005,
- MISSILEX I e MISSILEX-II/2005,
- MARACAJU-IV/2005,
- ESCOLTEX-2005,
- UNITAS XLVII/2005,
- LEÃO II/2005,
- ALCATREX-2005,
- ASPIRANTEX-2006,
- ADEREX-I/2006,
- PASSEX MB/Marinha Nacional de França/2006,
- ASPIRANTEX/2009,
- ADEREX-I/2009,
- ADEREX-II/2009,
- SAR AIR FRANCE VOO 447 e
- ADEREX-III/2009.

Após um período de manutenção de cerca de quatro anos, retornou em 2006 ao nível I de operação aérea (operação noturna), apta a operar de forma plena com as aeronaves homologadas para as embarcações de sua classe.

## Galeria

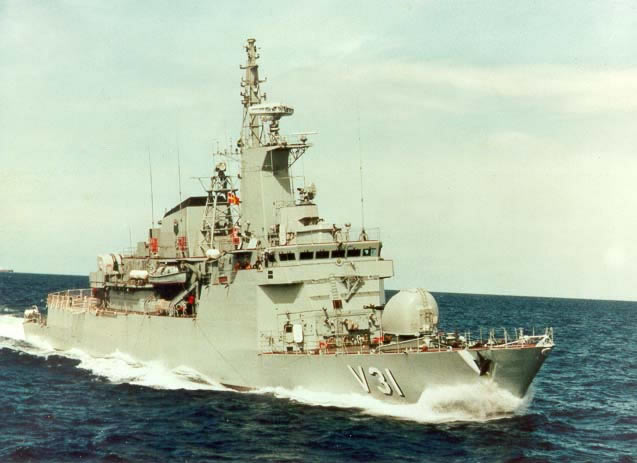
Cv Jaceguai (V-31)